# Solbus Solcity 10
Solbus Solcity 10 − autobus miejski niskowejściowy z rodziny SM produkowany od 2009 roku przez Fabrykę Autobusów "Solbus" z Solca Kujawskiego.

## Historia modelu

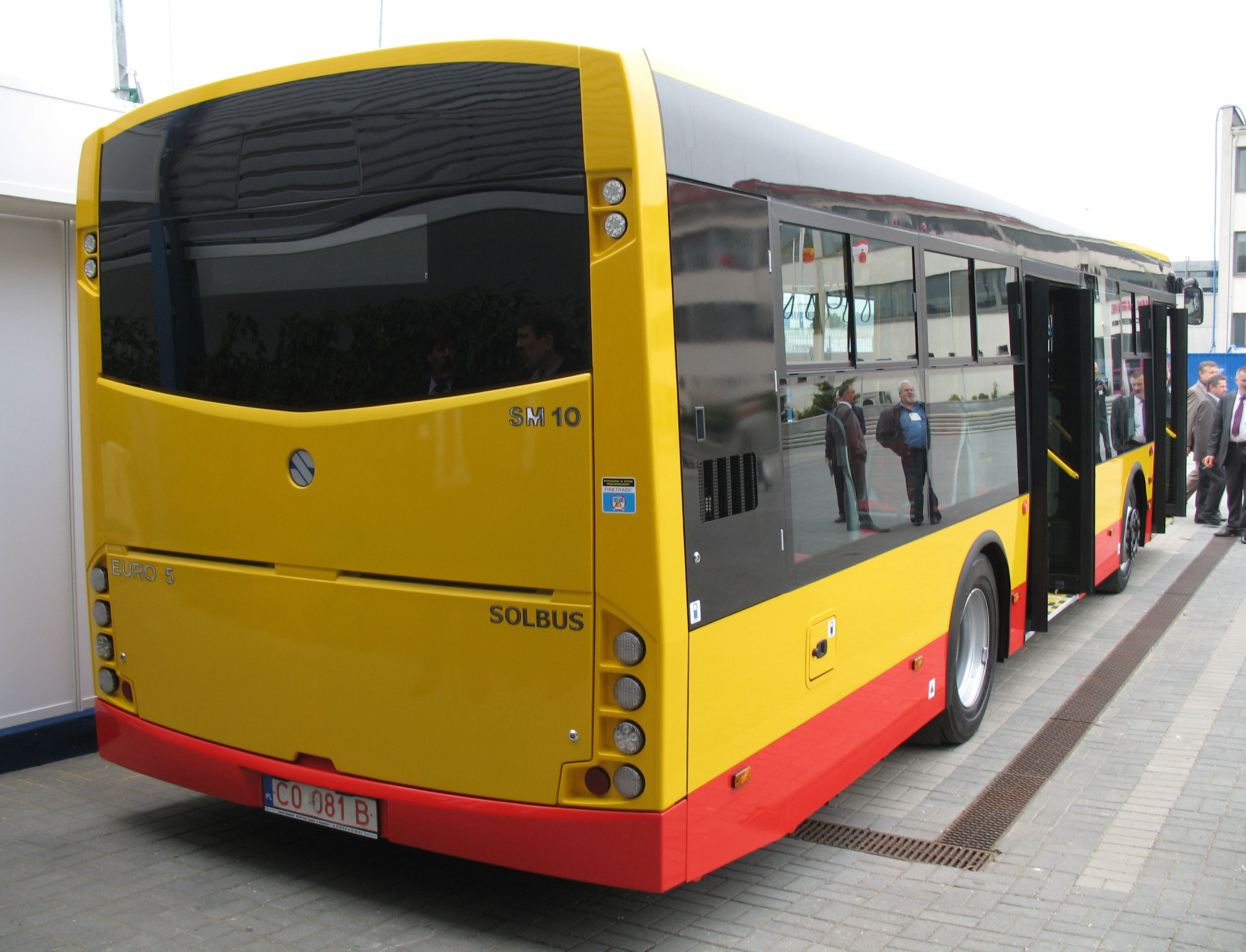
Solbus Solcity 10, widok od tyłu

Solbus Solcity 10 (kod fabryczny SM10) powstał jako skrócona wersja autobusu klasy maxi Solbus Solcity 12. Było to możliwe dzięki modułowej budowie autobusów serii SM.

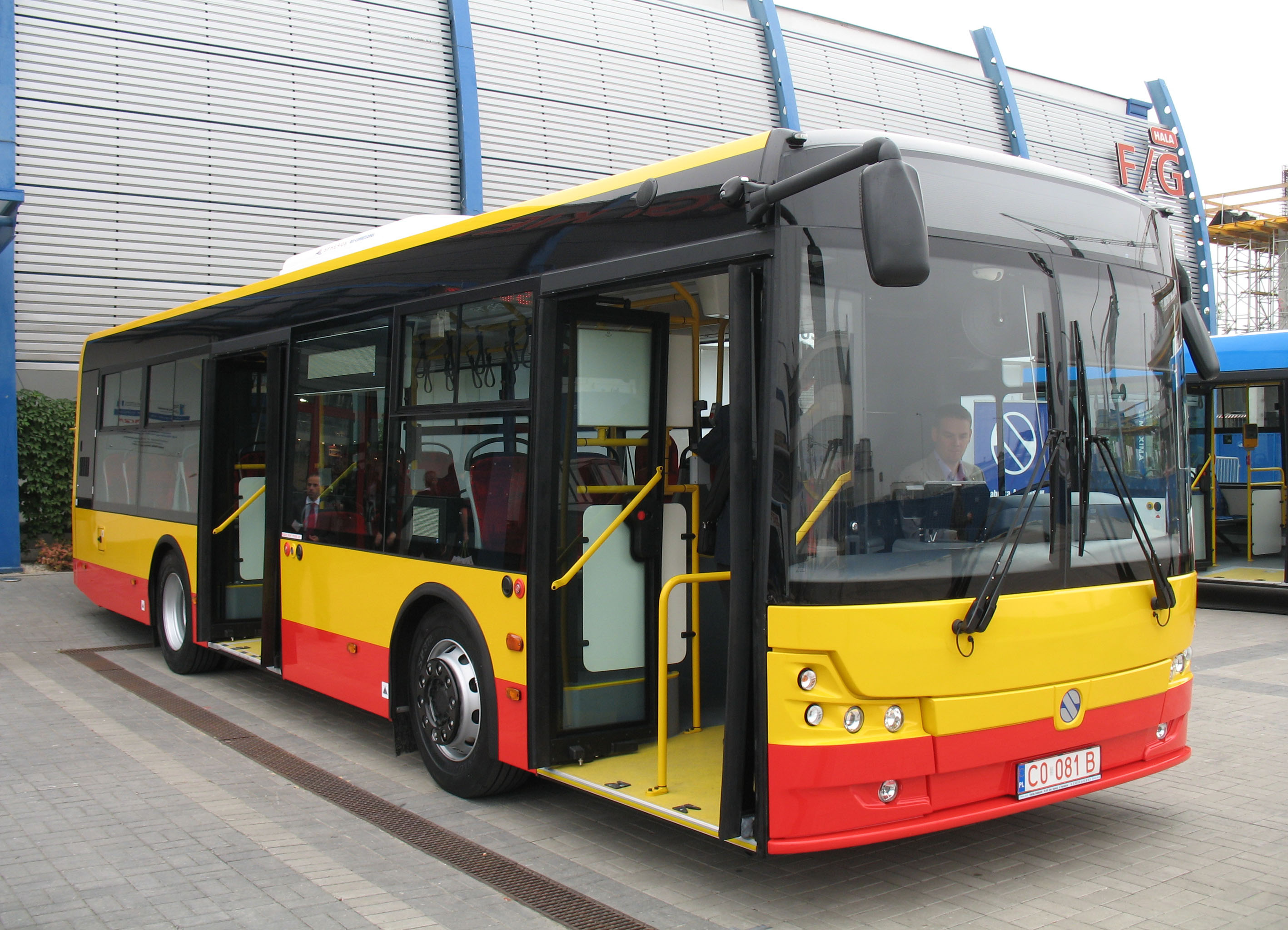
Solbus Solcity 10 dla MZA Warszawa na Transexpo 2011

Pierwszy egzemplarz został wyeksportowany pod koniec 2009 roku do Szwecji.
Pojazd posiada nadwozie samonośne ze stali o podwyższonej wytrzymałości.
Standardowo montowany jest silnik Cummins ISB6.7 250B o mocy maksymalnej 184 kW (250 KM) osiąganej przy 2300 obr./min. W opcji są także silniki Cummins ISB6.7 285B o mocy maksymalnej 210 kW (285 KM). Wszystkie ww. jednostki dostosowane są do norm Euro 5 oraz EEV. Dostępne są 2 skrzynie biegów Voith Diwa D854.5 (4-biegowa) oraz ZF-Ecomat 6HP 504 (6-biegowa). Przednie zawieszenie występuje w postaci belki sztywnej (ZF RL85A) lub zawieszenia niezależnego (ZF RL75EC), z tyłu odbiorca może wybrać pomiędzy dwoma mostami portalowymi ZF AV132/80 oraz Voith BRA132DC80.